# Parafia św. Stanisława Biskupa w Luszynie
Parafia Świętego Stanisława Biskupa w Luszynie – parafia rzymskokatolicka, znajdująca się w diecezji łowickiej, w dekanacie Żychlin.